# Stranger Things (1. évad)
A Stranger Things amerikai sci-fi horror televíziós sorozatának első évadja kizárólag a Netflix streaming szolgáltatásán keresztül került megrendezésre 2016. július 15-én. A sorozatot a Duffer testvérek készítették akik Shawn Levy és Dan Cohen mellett gyártásvezetők is. A sorozat első évadja 2019. július 4-én jelent meg magyar felirattal, majd 2019. július 26-án magyar szinkronnal.

## Szereplők

### Főszereplők
| Színész            | Karakter         | Magyar szinkronhang |
| ------------------ | ---------------- | ------------------- |
| Winona Ryder       | Joyce Byers      | Zsigmond Tamara     |
| David Harbour      | Jim Hopper       | Debreczeny Csaba    |
| Finn Wolfhard      | Mike Wheeler     | Kretz Boldizsár     |
| Millie Bobby Brown | 11               | Vida Sára           |
| Gaten Matarazzo    | Dustin Henderson | Kálmán Barnabás     |
| Caleb McLaughlin   | Lucas Sinclair   | Tóth Márk           |
| Natalia Dyer       | Nancy Wheeler    | Andrusko Marcella   |
| Charlie Heaton     | Jonathan Byers   | Márkus Sándor       |
| Cara Buono         | Karen Wheeler    | Söptei Andrea       |

### Mellékszereplők
| Színész        | Karakter           | Magyar szinkronhang |
| -------------- | ------------------ | ------------------- |
| Matthew Modine | Dr. Martin Brenner | Hirtling István     |
| Noah Schnapp   | Will Byers         | Mayer Marcell       |
| Joe Keery      | Steve Harrington   | Ágoston Péter       |

## Epizódok
| Sor. | Év. | Cím                                                                               | Rendező          | Író                                                   | Premier                           |
| ---- | --- | --------------------------------------------------------------------------------- | ---------------- | ----------------------------------------------------- | --------------------------------- |
| 1.   | 1.  | Első fejezet: Will Byers eltűnése (Chapter One: The Vanishing of Will Byers)      | Duffer testvérek | Duffer testvérek                                      | 2016. július 15. 2019. július 26. |
| 2.   | 2.  | Második fejezet: A Juharfa utcai különc (Chapter Two: The Weirdo on Maple Street) | Duffer testvérek | Duffer testvérek                                      | 2016. július 15. 2019. július 26. |
| 3.   | 3.  | Harmadik fejezet: Ünnepi hangulat (Chapter Three: Holly, Jolly)                   | Shawn Levy       | Jessica Mecklenburg                                   | 2016. július 15. 2019. július 26. |
| 4.   | 4.  | Negyedik fejezet: A test (Chapter Four: The Body)                                 | Shawn Levy       | Justin Doble                                          | 2016. július 15. 2019. július 26. |
| 5.   | 5.  | Ötödik fejezet: A bolha és az akrobata (Chapter Five: The Flea and the Acrobat)   | Duffer testvérek | Alison Tatlock                                        | 2016. július 15. 2019. július 26. |
| 6.   | 6.  | Hatodik fejezet: A szörny (Chapter Six: The Monster)                              | Duffer testvérek | Jessie Nickson-Lopez                                  | 2016. július 15. 2019. július 26. |
| 7.   | 7.  | Hetedik fejezet: A fürdőkád (Chapter Seven: The Bathtub)                          | Duffer testvérek | Justin Doble                                          | 2016. július 15. 2019. július 26. |
| 8.   | 8.  | Nyolcadik fejezet: Fejjel lefelé (Chapter Eight: The Upside Down)                 | Duffer testvérek | Történet: Paul Dichter Forgatókönyv: Duffer testvérek | 2016. július 15. 2019. július 26. |